# 2008年阿巴斯港地震
2008年阿巴斯港地震是指2008年9月10日发生于伊朗南部霍尔木兹甘省距德黑兰以南约850公里的地方的地震。是次地震震中坐标为北纬26.743度、东经55.828度，接近港口城市阿巴斯港，规模为MW 6.1级，震源深度约12.0千米。受地震影响，共造成了7人遇难，45人受伤。各地区遭受的破坏程度不一：有些地区受到了灾难性的破坏，而另一些则只受到轻微损害。整个伊朗南部多达200个村庄因这场地震变得满目疮痍，不过阿巴斯港几乎毫发无损。据报道，地震来袭时民大批民众们惊惶失措，纷纷进入城市公园等开放地区避难。

## 构造背景

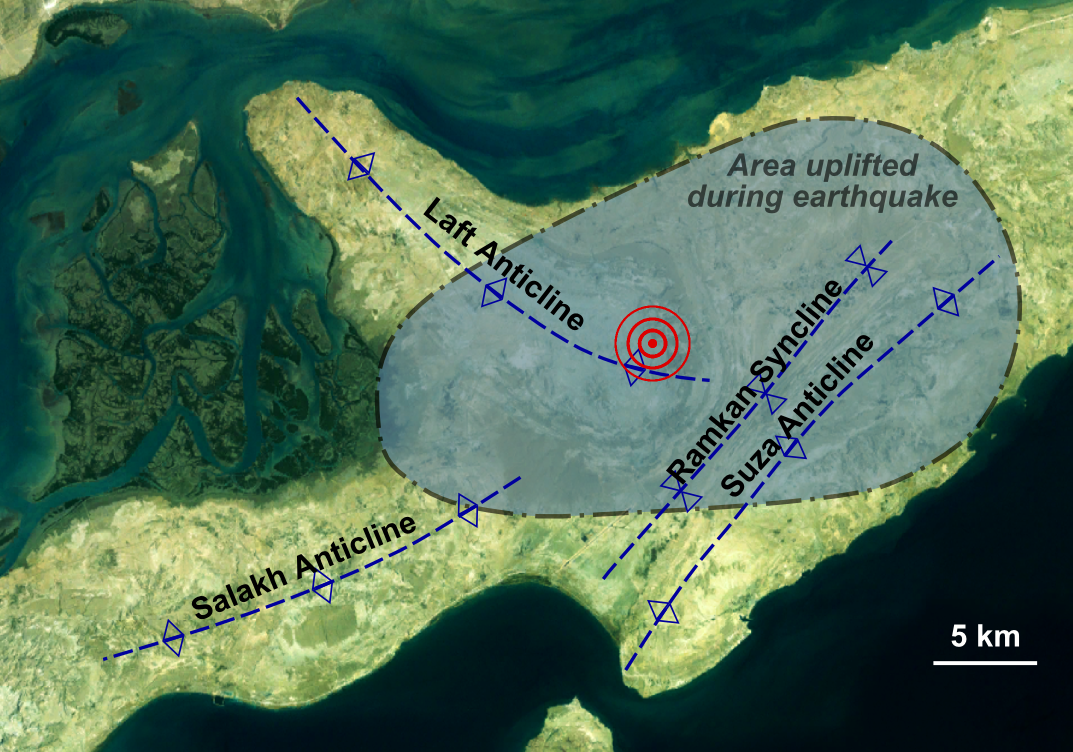
格什姆岛附近地区的主要构造图示

伊朗地处阿拉伯板块和欧亚大陆板块之间的复杂碰撞地带，被认为是世界上地震多发的国家之一，平均每天都会经历至少一次轻度地震。从1913年至2012年这一个世纪之间，伊朗国内共计发生了超过130次震级在5级以上的地震，其中最强烈的两场分别发生在1972年和1977年，矩震级均为6.7级。伊朗地震的历史可以追溯到公元856年，现今至少29场地震记录在案，整个国家的每一个地区都经历过或轻微或重大的地震。伊朗的地震几乎都局限于上层岩石圈（地壳），震中位置相对来说接近地表，这意味着地震可能更具破坏性。在该国境内存在多条地质断层线，全国约90%地区都是地震活跃带。本次地震震源深度为15公里。
在2008年阿巴斯港地震发生之前，该地在三年前还受到过另一次地震的冲击。

## 地震观测
美国地质勘探局测定，2008年阿巴斯港地震震中为伊朗南部霍尔木兹甘省距德黑兰以南约850公里的地方，具体坐标为北纬26.743度、东经55.828度，规模为MW 6.1级、Mb 6.1级、Ms 6.0级、Me 5.8级，震源深度约12.0千米。

## 损失和人员伤亡
地震发生在当地时间下午15点，随后在当天又发生了多达17次余震，主震持续了至少30秒钟。虽然根据英国广播公司的报道，地震只在格什姆岛造成了人员丧生，但其他地区随后也发出了伤亡报告，约有30人受伤。格什姆岛上有15人受伤，岛上住宅多由抗震材料建造。整个伊朗南部都有震感，并造成了地表轻度到中度不同程度的损坏。阿吉曼和哈伊马角的麦加利地震烈度为（中度），阿布扎比、杜拜和沙迦市麦加利地震烈度为（轻度）。卡塔尔的多哈也报告了地震的发生。
虽然主要城市较好的抵御了地震的袭击，但大部分村庄的情况则很糟糕。格什姆岛出现了停电和轻度损坏的报告，全岛100户房屋中有30%到50%受损。地震造成200个村庄受到严重破坏。赞纳比（Zeynabi）村甚至被夷为平地，瞬间成为一堆废墟。派到当地的救援人员急需抢救所有被埋在废墟下的居民。
这场地震对阿巴斯港的所有石油公司和至少一家具备良好生产能力的炼油厂构成了威胁，但据伊朗国家石油公司投资事务副总裁霍贾托拉·加尼米法德（Hojjatollah Ghanimifard）称，主要的炼油厂都没有在此次此震中受到任何损害。由于过去所发生过的地震，包括最近于2006年发生的一场，阿巴斯港市内许多市民的住宅都经过了地震工程的设计重建。

### 反应
阿巴斯港的许多居民起初逃到附近的公园避难，因为他们相信这些公共场所会相对比较安全。惊恐之下，许多人发出惨烈的尖叫声，一位当地人形容地震给他的感觉“就像是被蛇咬到一样”。城里的其他居民纷纷逃离自家寓所而跑到了大街上。居住在高层建筑的迪拜居民被疏散时，许多人处于极度惊恐中而纷纷打电话向官员报告发生了地震，寻求援助。但却有一位红十字会官员表示这场地震的震级较小，称“这场地震不大可能会造成大量的人员伤亡”。

## 余震
在2008年阿巴斯港地震发生后，在接下来的几年内发生了多次余震。其中，2009年11月4日，阿巴斯港发生4.9级地震，共造成270人受伤。2016年7月7日，阿巴斯港再次发生5级规模左右的地震。

## 未来威胁
2004年的一份报告显示，伊朗是全世界各国地震工程完善程度最差的国家之一，也是这些国家中地震发生频率特别高的一个。此外低劣的建筑施工质量更是进一步加大了因灾死亡的人数。作为一位地震形变和危害领域的专家，科罗拉多大学博尔德分校的地球物理学家罗杰·比尔汉姆（Roger Bilham）教授赤裸裸地批评了伊朗的建筑施工标准，指出自进入20世纪以来，每3000名伊朗人中就有一人死于地震相关事件。比尔汉姆强调，“大部分的伊朗都需要重建。”他还指出伊朗的另一个严重问题即是对地震的认识不足，这属于教育方面的问题。“如果伊朗人能選擇把石油收益花在军火上還是安全的房屋，我对他们选择安全房屋的可能性深表怀疑”。联合国已经为伊朗准备了一份共同国家评估，其中同样也指出，“虽然大城市中有着足够的建筑法规，但人们普遍认为这些法规没有在……遭受最近大地震打击的小镇或乡村得到严格执行。抗震建筑在这些地区非常罕见，可见建筑法规并未得到有效的落实。”